# F-53
F-53 ist das Kaliumsalz einer Perfluoralkylethersulfonsäure und gehört zu den per- und polyfluorierten Alkylverbindungen (PFAS).

## Verwendung
F-53 wird seit den Siebzigerjahren als Antischleiermittel (Nebelunterdrücker) in der chinesischen Galvanotechnik bei der Verchromung eingesetzt. Die verwendete Menge wurde für das Jahr 2009 auf 20 bis 30 Tonnen geschätzt. Gegenüber F-53B, bei welchem ein Fluor- durch ein Chloratom substituiert ist, bestehen preisliche Nachteile in der Synthese.

## Gefahren- und Risikobeurteilung
F-53 hat eine ähnlich starke Bindungsaffinität zum Leber-Fettsäurebindungsprotein wie PFOS, welches bioakkumulativ ist und in das Stockholmer Übereinkommen aufgenommen wurde.
In der Wasseraufbereitung verhält es sich ähnlich wie Perfluoroctansulfonsäure (PFOS).